# 2014 у футболі
Нижче наведені футбольні події 2014 року у всьому світі.

## Змагання
- 25 грудня 2013 – 7 січня: Чемпіонат Федерації футболу Західної Азії 2014
  -   Катар
  -   Йорданія
  -   Бахрейн
  - 4  Кувейт
- 11 січня – 1 лютого: Чемпіонат африканських націй 2014
  -   Ліван
  -   Гана
  -   Нігерія
  - 4  Зімбабве
- 11 січня – 26 січня: Чемпіонат Азії серед молодіжних команд 2013
  -   Ірак
  -   Саудівська Аравія
  -   Йорданія
  - 4  Південна Корея
- 15 березня — 5 квітня — Чемпіонат світу серед дівчат до 17 років (Коста-Рика)
  - 4
- 19 травня — 30 травня — Кубок виклику АФК (Мальдіви)
  -   Палестина
  -   Філіппіни
  -   Мальдіви
  - 4  Афганістан
- 12 червня — 13 липня — Чемпіонат світу (Бразилія)
  -   Німеччина
  -   Аргентина
  -   Нідерланди
  - 4  Бразилія

- 5 — 24 серпня — Чемпіонат світу серед дівчат до 20 років (Канада)
  - 4